# Litovel
Litovel (in tedesco Littau) è una città della Repubblica Ceca facente parte del distretto di Olomouc, nella regione di Olomouc.